# Test de français international
Le test de français international (TFI) est un test de compétence linguistique en langue française pour les personnes dont le français n'est pas la langue maternelle, administré par l'Educational Testing Service.
Ce test est constitué de 180 questions à choix multiple dont le contenu est orienté vers le monde des affaires.